# Villeneuve-d'Entraunes
Pour les articles homonymes, voir Villeneuve.
Villeneuve-d'Entraunes est une commune française située dans le département des Alpes-Maritimes en région Provence-Alpes-Côte d'Azur. Ses habitants sont appelés les Villeneuvois.

## Géographie

### Localisation
Commune située entre Guillaumes et Saint-Martin-d'Entraunes, dans la vallée du Var, aux portes du parc national du Mercantour ,.

### Hameaux
- Enaux
- Le Claous
- Bantes

### Communes limitrophes
| Saint-Martin-d'Entraunes                        | Châteauneuf-d'Entraunes | Châteauneuf-d'Entraunes |
| Castellet-lès-Sausses (Alpes-de-Haute-Provence) | Villeneuve-d'Entraunes  | Châteauneuf-d'Entraunes |
| Castellet-lès-Sausses (Alpes-de-Haute-Provence) | Sauze                   | Guillaumes, Sauze       |

### Géologie et relief
La commune se compose de 113,28 hectares de territoires agricoles (4,05 %) et 2 684,60 hectares de forêts et milieux semi-naturels (95,95 %).
- Géologie du parc national du Mercantour[4]
- Études morphologique[5],
- Étude géomorphologique[6].

### Sismicité
Commune située dans une zone de sismicité moyenne,.

### Hydrographie et les eaux souterraines
Cours d'eau sur la commune ou à son aval :
- fleuve le Var ;
- ravins de chamoussillon, de trinquier, des preits, de la valleta, des cougnas ;
- vallons de l'invernive, de la royère, du plane, des trois rious ;
- ruisseaux de Chastelonette, du moulin, du clot et de clamourettes, de maux-sang ;
- rious d'enaux, de bante ;
- torrent le bourdous.

Villeneuve-d'Entraunes dispose d'une station d'épuration d'une capacité de 250 équivalent-habitants.

### Climat
Pour des articles plus généraux, voir Climat de Provence-Alpes-Côte d'Azur et Climat des Alpes-Maritimes.
En 2010, le climat de la commune est de type climat méditerranéen altéré, selon une étude du Centre national de la recherche scientifique s'appuyant sur une série de données couvrant la période 1971-2000. En 2020, Météo-France publie une typologie des climats de la France métropolitaine dans laquelle la commune est exposée à un climat de montagne ou de marges de montagne et est dans la région climatique  Alpes du sud, caractérisée par une pluviométrie annuelle de 850 à 1 000 mm, minimale en été. 
Pour la période 1971-2000, la température annuelle moyenne est de 9,9 °C, avec une amplitude thermique annuelle de 16,5 °C. Le cumul annuel moyen de précipitations est de 978 mm, avec 6,1 jours de précipitations en janvier et 6,2 jours en juillet. Pour la période 1991-2020, la température moyenne annuelle observée sur la station météorologique de Météo-France la plus proche, « St Martin d'Entraunes_sapc », sur la commune de Saint-Martin-d'Entraunes à 4 km à vol d'oiseau, est de 9,1 °C et le cumul annuel moyen de précipitations est de 1 180,8 mm. 
La température maximale relevée sur cette station est de 34,1 °C, atteinte le 28 juin 2019 ; la température minimale est de −18,7 °C, atteinte le 15 février 2009,,. 
Les paramètres climatiques de la commune ont été estimés pour le milieu du siècle (2041-2070) selon différents scénarios d'émission de gaz à effet de serre à partir des nouvelles projections climatiques de référence DRIAS-2020. Ils sont consultables sur un site dédié publié par Météo-France en novembre 2022.

### Voies de communications et transports
| - OpenStreetMap Limite communale |

#### Voies routières
Village desservi par la D 2202.

#### Transports en commun
Transport en Provence-Alpes-Côte d'Azur
- Lignes d'Azur[18].

### Intercommunalité
Depuis le 1er janvier 2014, Villeneuve-d'Entraunes fait partie de la communauté de communes Alpes d'Azur. Elle était auparavant membre de la communauté de communes de Cians Var, jusqu'à la disparition de celle-ci lors de la mise en place du nouveau schéma départemental de coopération intercommunale.

## Urbanisme

### Typologie
Au 1er janvier 2024, Villeneuve-d'Entraunes est catégorisée commune rurale à habitat très dispersé, selon la nouvelle grille communale de densité à 7 niveaux définie par l'Insee en 2022.
Elle est située hors unité urbaine et hors attraction des villes,.

### Occupation des sols
L'occupation des sols de la commune, telle qu'elle ressort de la base de données européenne d’occupation biophysique des sols Corine Land Cover (CLC), est marquée par l'importance des forêts et milieux semi-naturels (96 % en 2018), une proportion identique à celle de 1990 (96 %). La répartition détaillée en 2018 est la suivante : 
forêts (43,4 %), espaces ouverts, sans ou avec peu de végétation (31,8 %), milieux à végétation arbustive et/ou herbacée (20,7 %), prairies (3,1 %), zones agricoles hétérogènes (1 %).
L'évolution de l’occupation des sols de la commune et de ses infrastructures peut être observée sur les différentes représentations cartographiques du territoire : la carte de Cassini (XVIIIe siècle), la carte d'état-major (1820-1866) et les cartes ou photos aériennes de l'IGN pour la période actuelle (1950 à aujourd'hui).

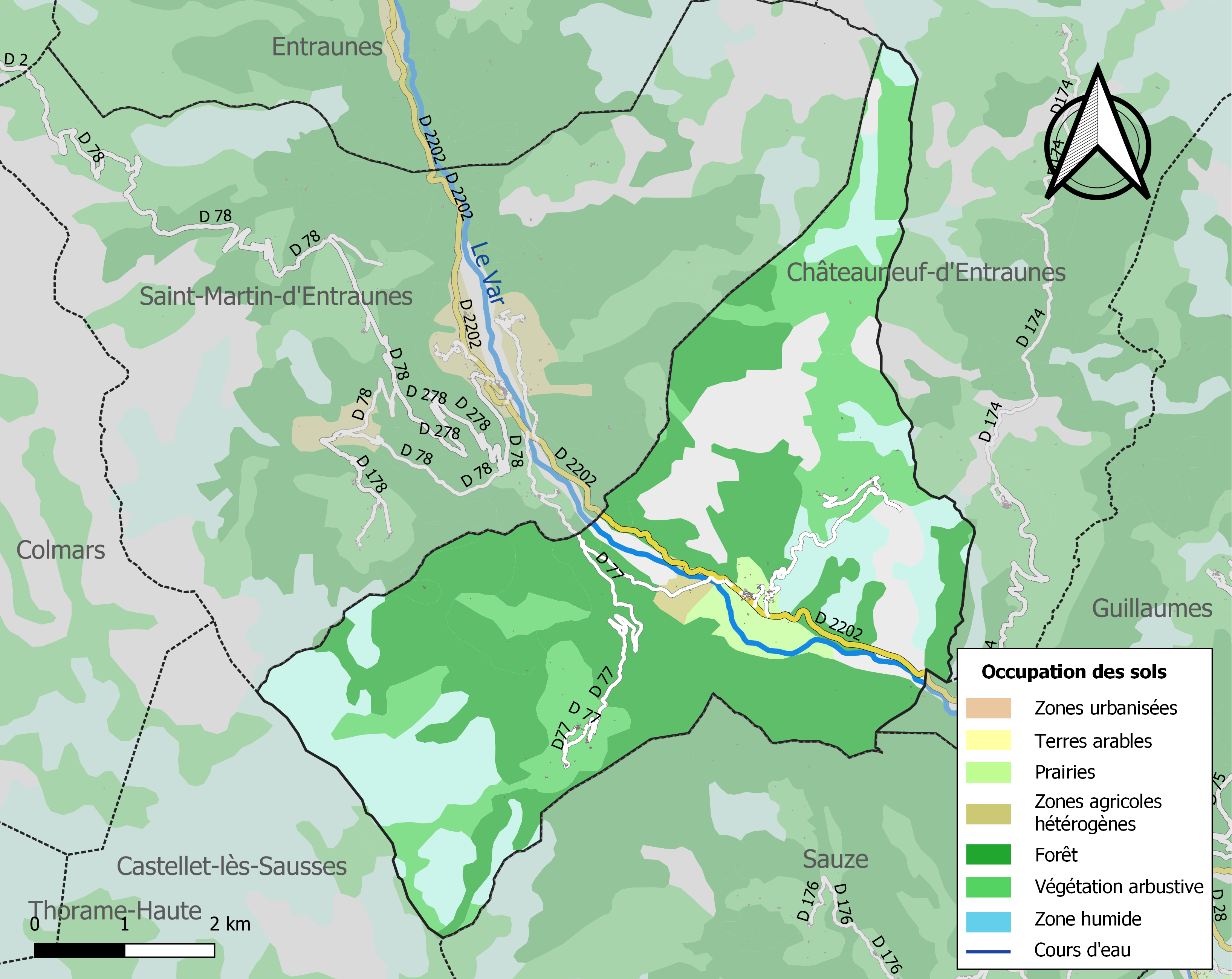
Carte de l'occupation des sols de la commune en 2018 (CLC).

## Économie

### Entreprises et commerces

#### Agriculture
- Élevage d'ovins et de caprins[24].
- Élevage de chevaux[25].

#### Tourisme
- Hôtels, restaurants à Guillaumes, Valberg.

#### Commerces
- Commerces de proximité à Guillaumes, Valberg.

## Héraldique
| Blason de Villeneuve-d'Entraunes | Blason  | D’azur à la clef et la flèche passées en sautoir, au château brochant le tout d’or, surmonté d’une étoile de huit rais de gueules. |
| Blason de Villeneuve-d'Entraunes | Détails | Le statut officiel du blason reste à déterminer.                                                                                   |

## Politique et administration
| Période   | Période  | Identité             | Étiquette | Qualité          |
| --------- | -------- | -------------------- | --------- | ---------------- |
| mars 2001 | En cours | Jean-Pierre Audibert | DVD       | Éleveur retraité |

### Budget et fiscalité 2023

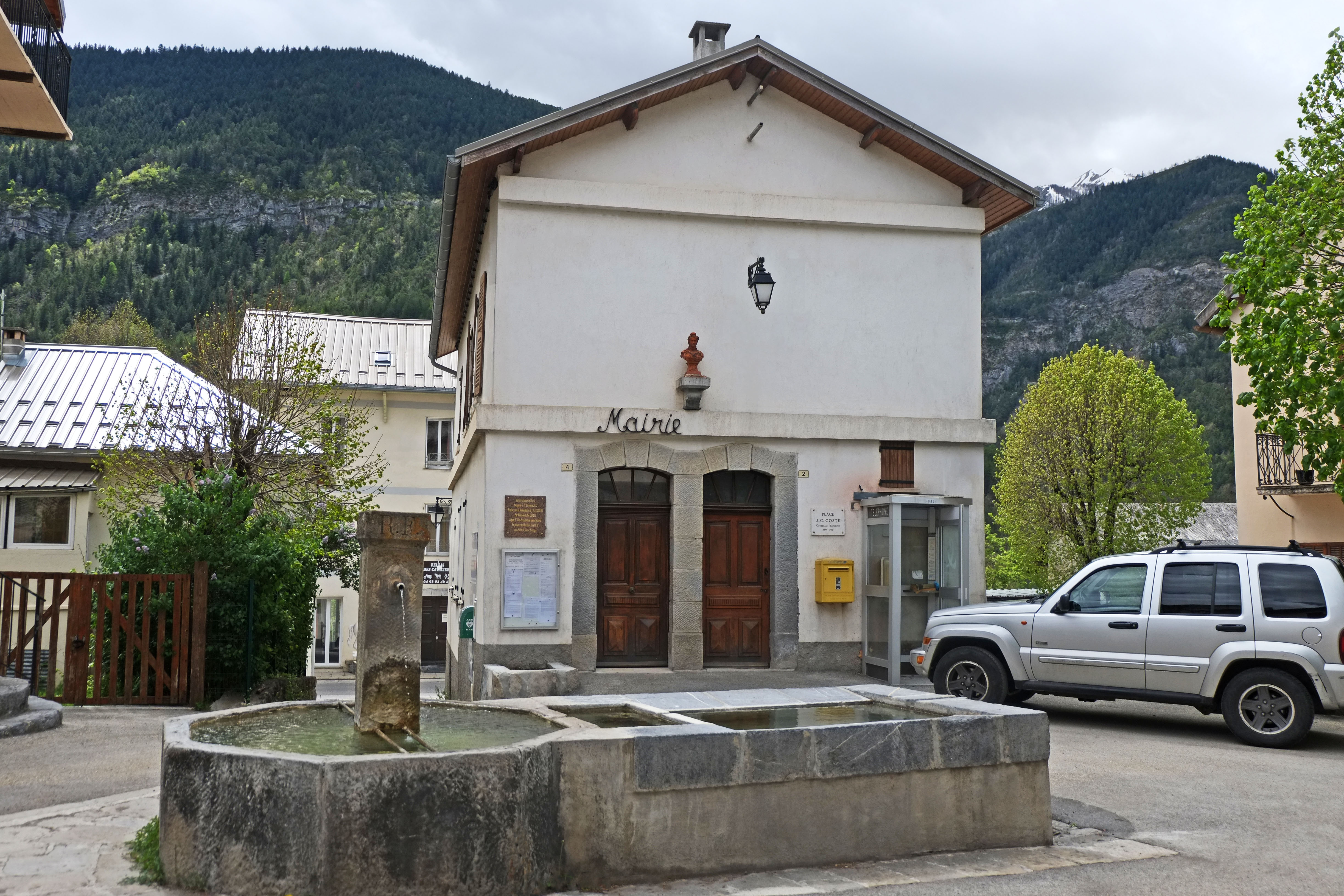
La mairie.

En 2023, le budget de la commune était constitué ainsi :
- total des produits de fonctionnement : 261 000 €, soit 2 808 € par habitant ;
- total des charges de fonctionnement : 144 000 €, soit 1 543 € par habitant ;
- total des ressources d'investissement : 168 000 €, soit 1 808 € par habitant ;
- total des emplois d'investissement : 99 000 €, soit 1 066 € par habitant ;
- endettement : 209 000 €, soit 2 249 € par habitant.

Avec les taux de fiscalité suivants :
- taxe d'habitation : 15,40 % ;
- taxe foncière sur les propriétés bâties : 19,40 % ;
- taxe foncière sur les propriétés non bâties : 13,60 % ;
- taxe additionnelle à la taxe foncière sur les propriétés non bâties : 0,00 % ;
- cotisation foncière des entreprises : 0,00 %.

Chiffres clés Revenus et pauvreté des ménages en 2021 : médiane en 2021 du revenu disponible, par unité de consommation.

## Population et société

### Démographie
Quelques chiffres illustrant l'évolution de la population :
- 1315 : la population est évaluée à 64 feux (environ 416 habitants).
- 1701 : on recense 53 chefs de famille.
- 1754 : on recense 46 chefs de maison et 200 âmes.
- 1775 : on recense 55 chefs de maison et 278 personnes.
  - les patronymes les plus cités sont : Arnaud, Brun, Ginésy, Trouche... suivent : Coste, Giraud et Tardieu.
- 1838 : on recense 350 habitants.
- 1861 : 334 habitants recensés. On signale plusieurs incendies du village au XIXe siècle.
- 1911 : 248 habitants.
- 1936 : 175 habitants.
- 1946 : une lente et inexorable hémorragie continue de vider le village et ses hameaux : 142 habitants.
- 1954 : 112 habitants.

#### Évolution démographique
L'évolution du nombre d'habitants est connue à travers les recensements de la population effectués dans la commune depuis 1793. Pour les communes de moins de 10 000 habitants, une enquête de recensement portant sur toute la population est réalisée tous les cinq ans, les populations de référence des années intermédiaires étant quant à elles estimées par interpolation ou extrapolation. Pour la commune, le premier recensement exhaustif entrant dans le cadre du nouveau dispositif a été réalisé en 2008.

En 2022, la commune comptait 87 habitants, en évolution de +17,57 % par rapport à 2016 (Alpes-Maritimes : +2,85 %, France hors Mayotte : +2,11 %).
| 1793 | 1800 | 1806 | 1822 | 1838 | 1848 | 1858 | 1861 | 1866 |
| ---- | ---- | ---- | ---- | ---- | ---- | ---- | ---- | ---- |
| 283  | 275  | 305  | 357  | 356  | 346  | 349  | 334  | 319  |

| 1872 | 1876 | 1881 | 1886 | 1891 | 1896 | 1901 | 1906 | 1911 |
| ---- | ---- | ---- | ---- | ---- | ---- | ---- | ---- | ---- |
| 305  | 276  | 270  | 279  | 245  | 242  | 218  | 214  | 248  |

| 1921 | 1926 | 1931 | 1936 | 1946 | 1954 | 1962 | 1968 | 1975 |
| ---- | ---- | ---- | ---- | ---- | ---- | ---- | ---- | ---- |
| 194  | 211  | 170  | 175  | 142  | 112  | 99   | 82   | 76   |

| 1982 | 1990 | 1999 | 2006 | 2008 | 2013 | 2018 | 2022 | - |
| ---- | ---- | ---- | ---- | ---- | ---- | ---- | ---- | - |
| 61   | 76   | 73   | 80   | 82   | 67   | 86   | 87   | - |

### Enseignement
Établissements d'enseignements :
- Écoles maternelles et primaires à Guillaumes, Entraunes,
- Collèges à Saint-Étienne-de-Tinée, Annot,
- Lycée à Valdeblore.

### Santé
Professionnels et établissements de santé à Guillaumes :
- Médecin,
- Pharmacie,
- Hôpitaux à Puget-Théniers, Saint-Étienne-de-Tinée, Valberg.

### Cultes
- Culte catholique, Paroisse Saint Jean Baptiste[36], Diocèse de Nice.

## Lieux et monuments

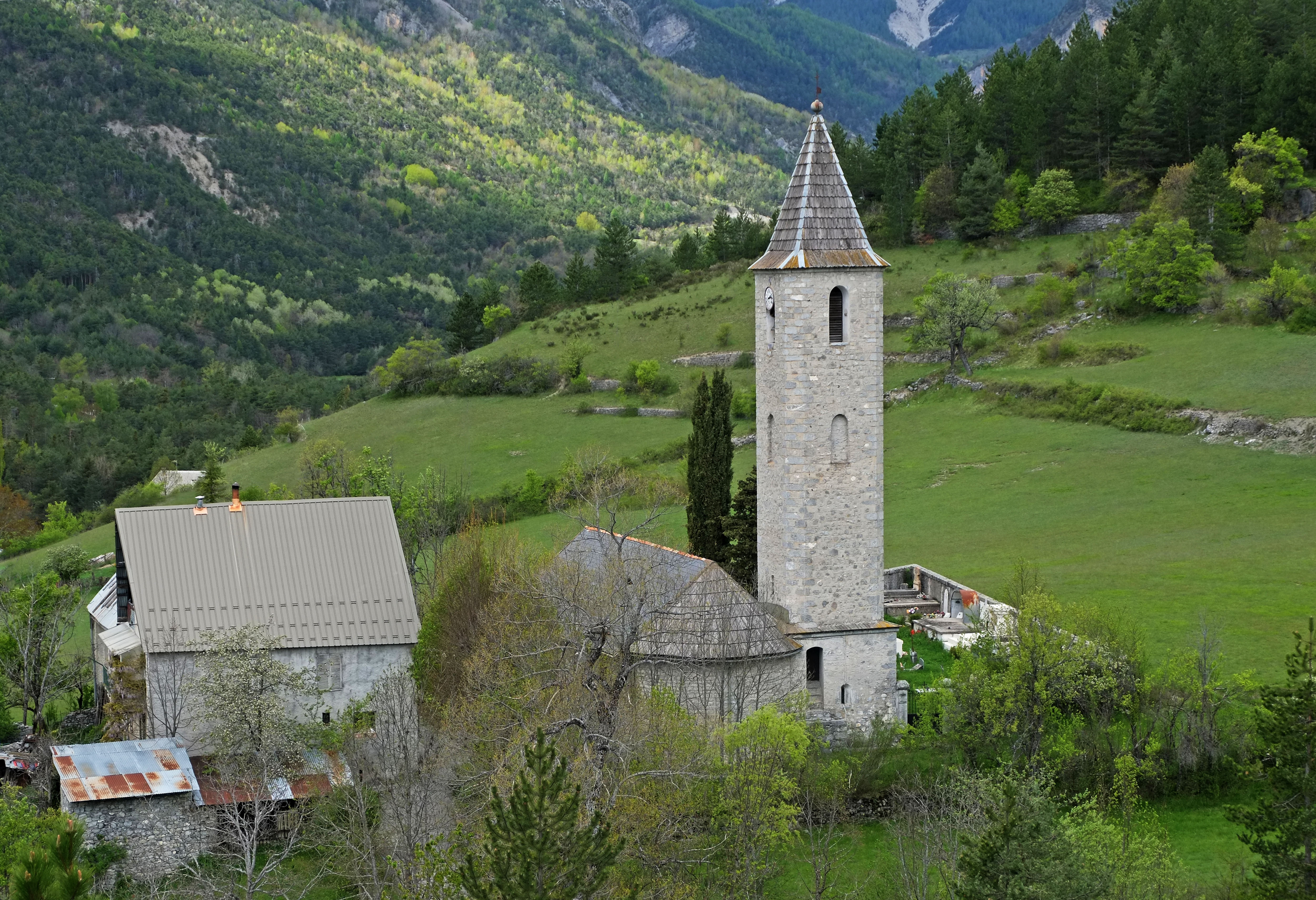
Vue de l’église Saint-Pierre en grimpant vers Bantes.
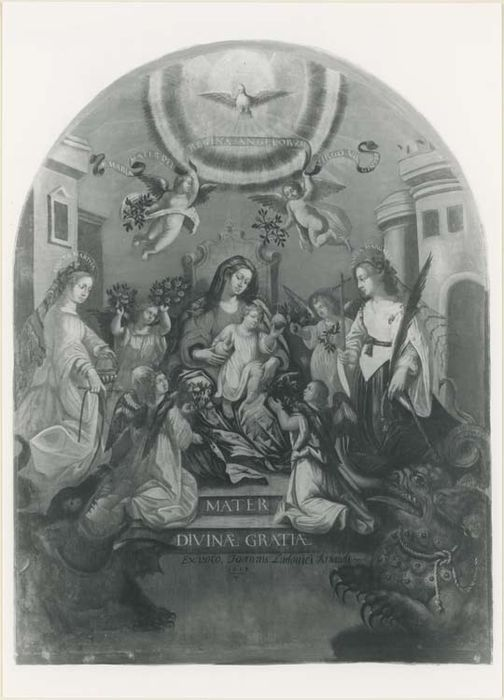
Gemälde Notre-Dame des-grâces entre les saintes marguerite et Marthe, 1638.
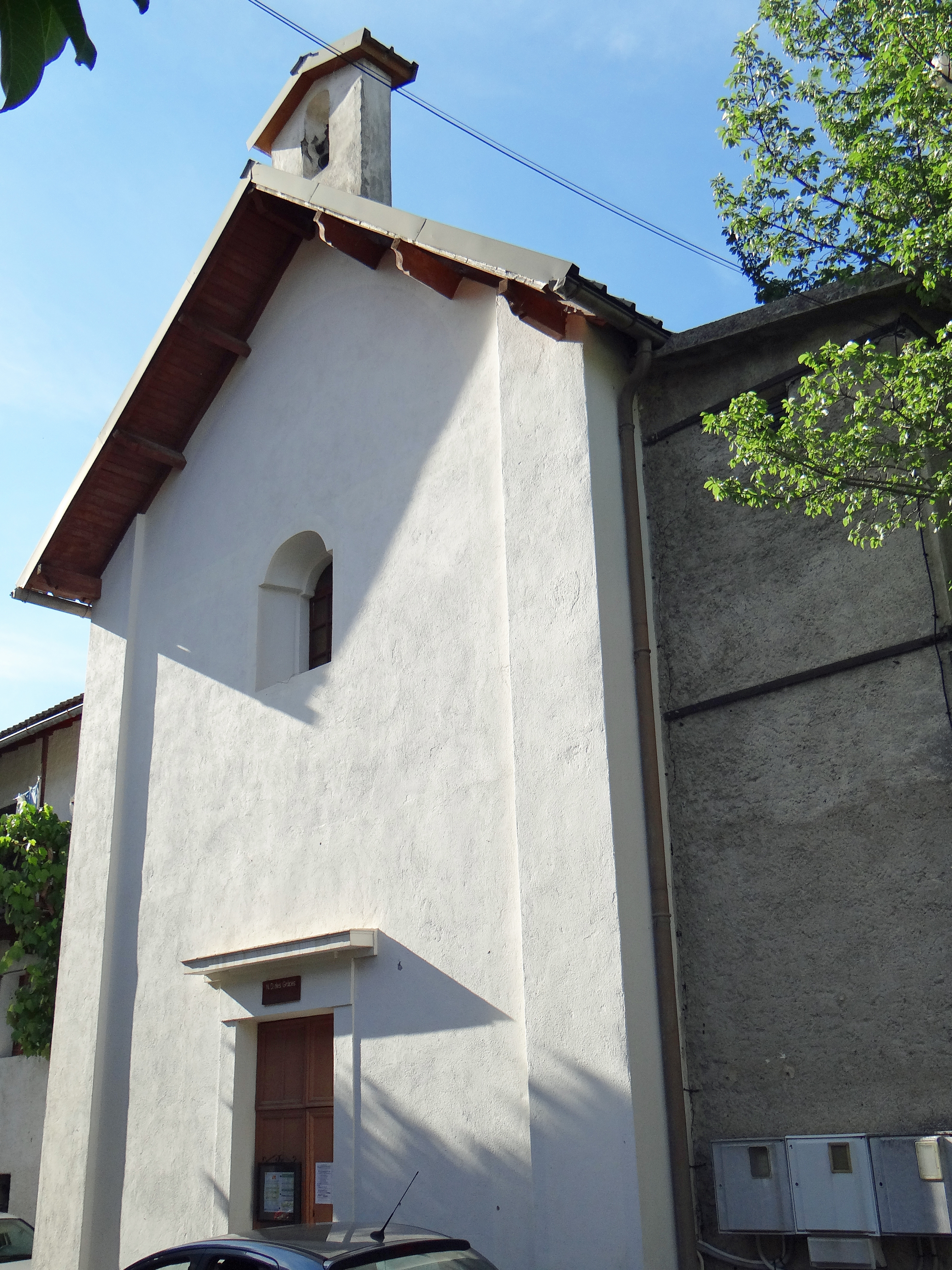
Chapelle Notre-Dame-des-Grâces.

- Église Saint-Pierre[37], de style roman, datant du XIVe siècle, avec un clocher carré à pyramide[38].

tableau, cadre : Notre-Dame des-grâces entre les saintes marguerite et Marthe,.
tableau : la Vierge du rosaire, entre saint Dominique et sainte Catherine de Sienne et les mystères du rosaire,.
- Chapelles[43] :

Chapelle Notre-Dame-des-Grâces, ancienne chapelle des Pénitents.
Chapelle Sainte-Marguerite datant de 1640.
Chapelle Saint-Sauveur.
- Monument aux morts[48].

## Personnalités liées à la commune
- Les Justes parmi les nations[49] :
- Giovanni Sovieri[50],
- Giuseppina Sovieri[51].